# Domenico Pozzi

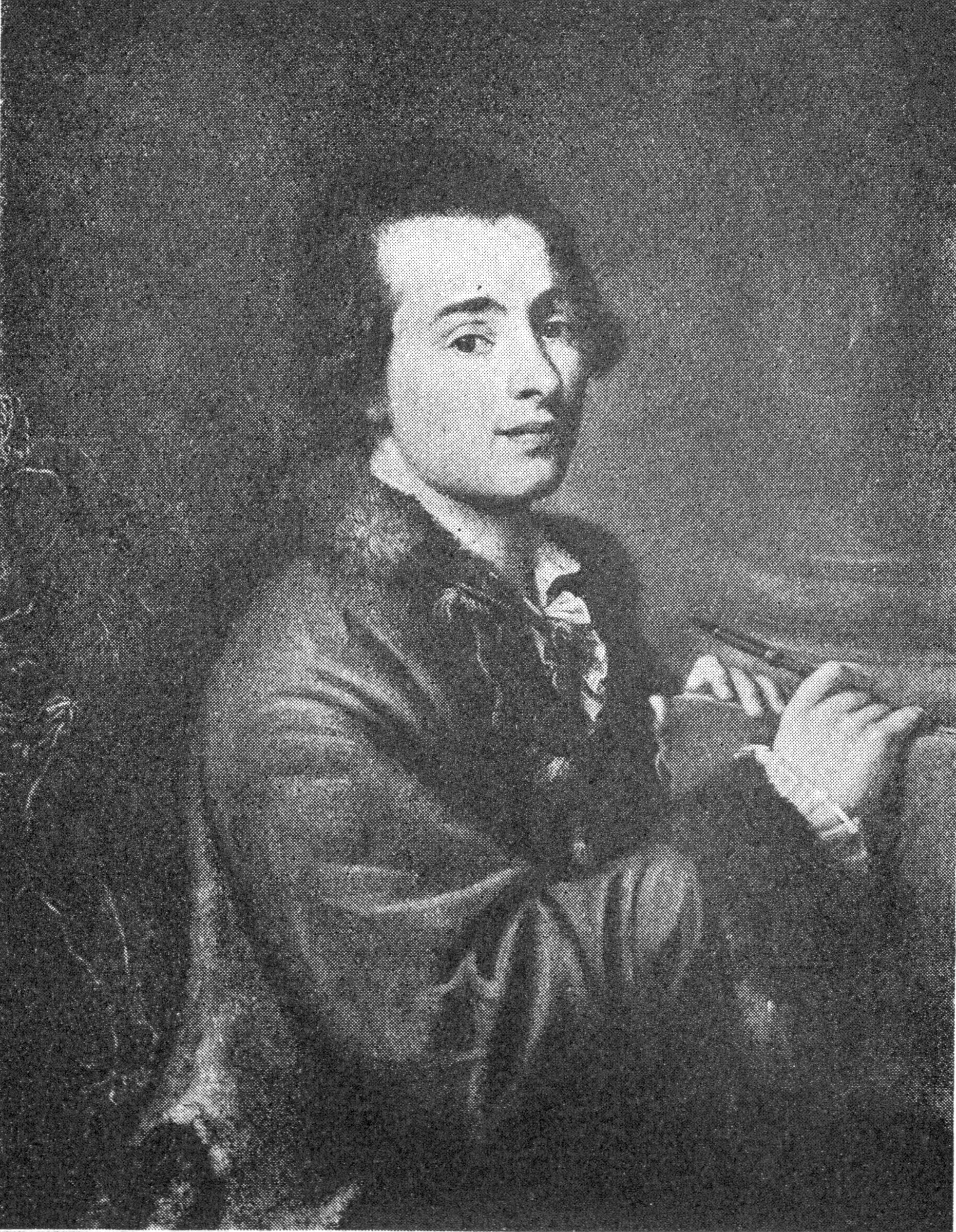
Domenico Pozzi, Selbstporträt, circa 1760 bis 1780

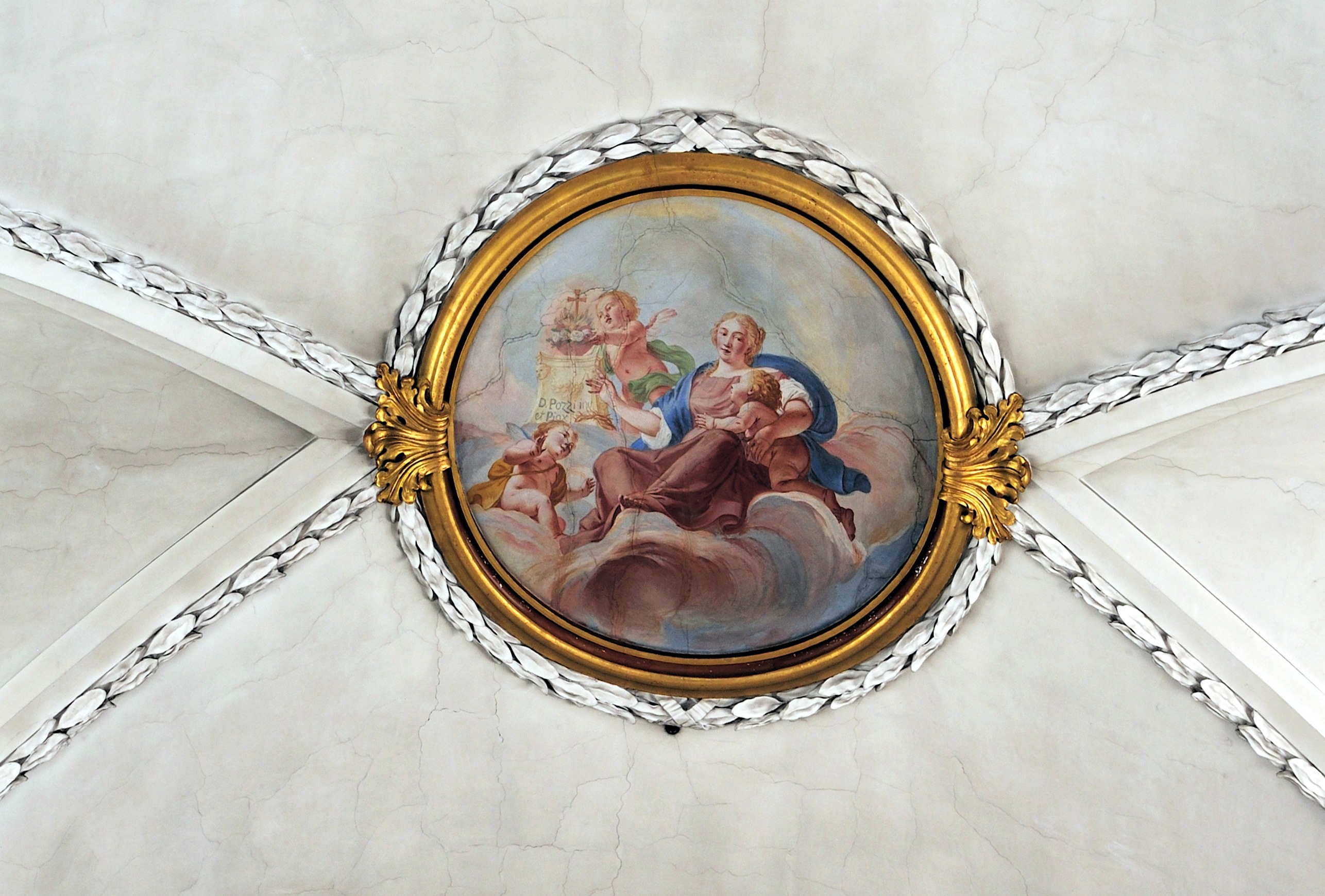
Deckenfresko der St. Ursenkathedrale in Solothurn von Domenico Pozzi

Domenico Pozzi (* 3. August 1745 in Bruzella; † 2. November 1796 in Riva San Vitale) war ein Historien- und Porträtmaler des Klassizismus und gehört zu der aus dem Tessin stammenden Künstlerfamilie Pozzi.

## Leben und Wirken

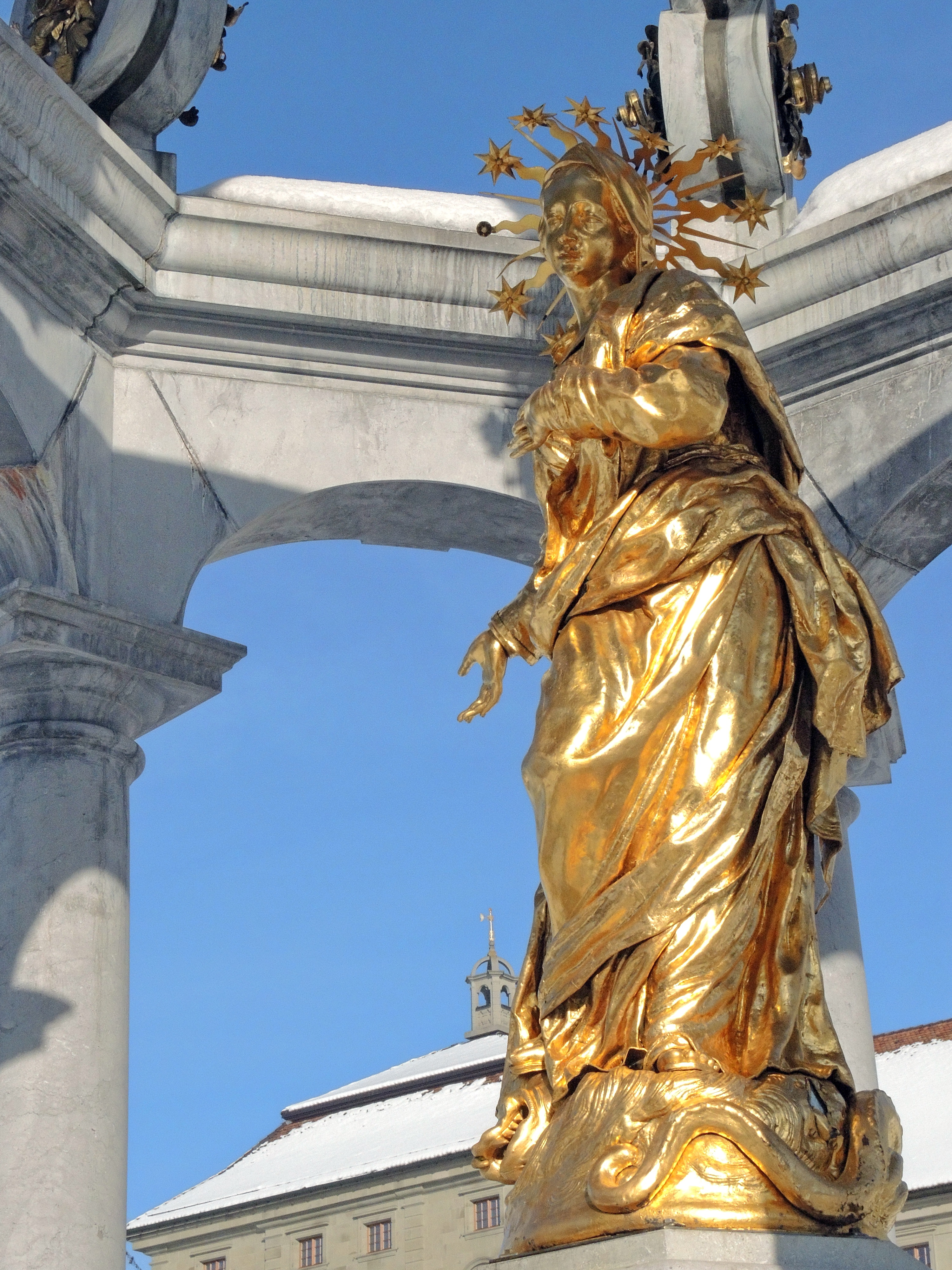
Marienbrunnen, auch Fraubrunnen, Kloster Einsiedeln von Domenico Pozzi, 1752

Domenico Pozzi malte bereits als Kind Bilder. Der Erzählung nach habe er durch Zufall Pinsel und Farbe gefunden und den Hausfreund der Familie bereits sehr talentiert gemalt, so dass der Vater Francesco Pozzi ihn nicht als Stuckateur wie seine älteren Brüder Giuseppe Antonio und Carlo Luca Pozzi ausbilden ließ, sondern zu einem Maler.
Domenico Pozzi bildete sich zuerst beim Freskenmaler Giuseppe Appiani in Mailand zur Schule und ging danach auf die Kunstakademie. Später ging er nach Parma und erhielt mit 21 Jahren den „großen Preis der Malerei“. Er wechselte nach Rom, wo er zwei Jahre wohnhaft blieb. Dort errang er durch sein Bild „Die Verklärung Christi“ den zweiten Preis.
Schließlich begab er sich auf längere Reise nach Como, Mailand und Mannheim. In Mannheim schmückte er mit seinem Bruder Giuseppe die Decke der Bibliothek des Grafs Castelli. Schließlich malte er die drei Rundbilder „Glaube“, „Liebe“ und „Hoffnung“ am Gewölbe des Mittelschiffs der St. Ursenkathedrale in Solothurn. Weitere Arbeiten waren zwei Bilder des Leidens Christi für die Kreuzigungskapelle in Castel San Pietro. Ein Bild zeigt die Dornenkrönung und das andere die Geisselung Jesus’. In Genua beteiligte er sich an der Bemalung des Ratsaals des neugebauten Palazzo Municipale.
Domenico Pozzi war mit dem Kunsthistoriker Johann Caspar Füssli befreundet und lieferte ihm viele Angaben für sein Werk  „Geschichte der besten Künstler in der Schweitz“. Verheiratet war Domenico Pozzi mit Maria Antonia Vassalli aus Riva S. Vitale und starb im Jahr 1796.